# خیابان طلعت حرب

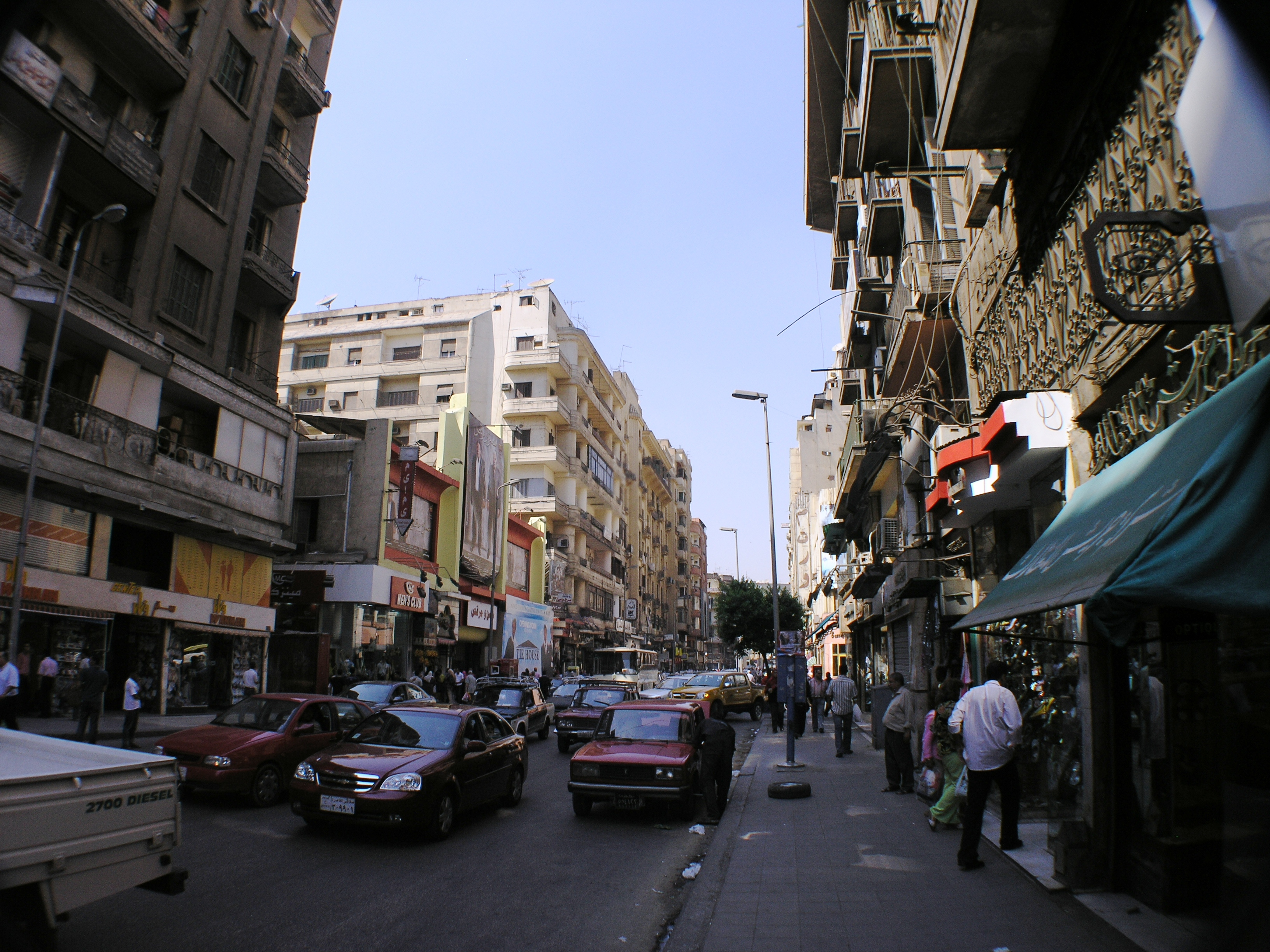
نمایی از ساختمان یعقوبیان در خیابان طلعت حرب.

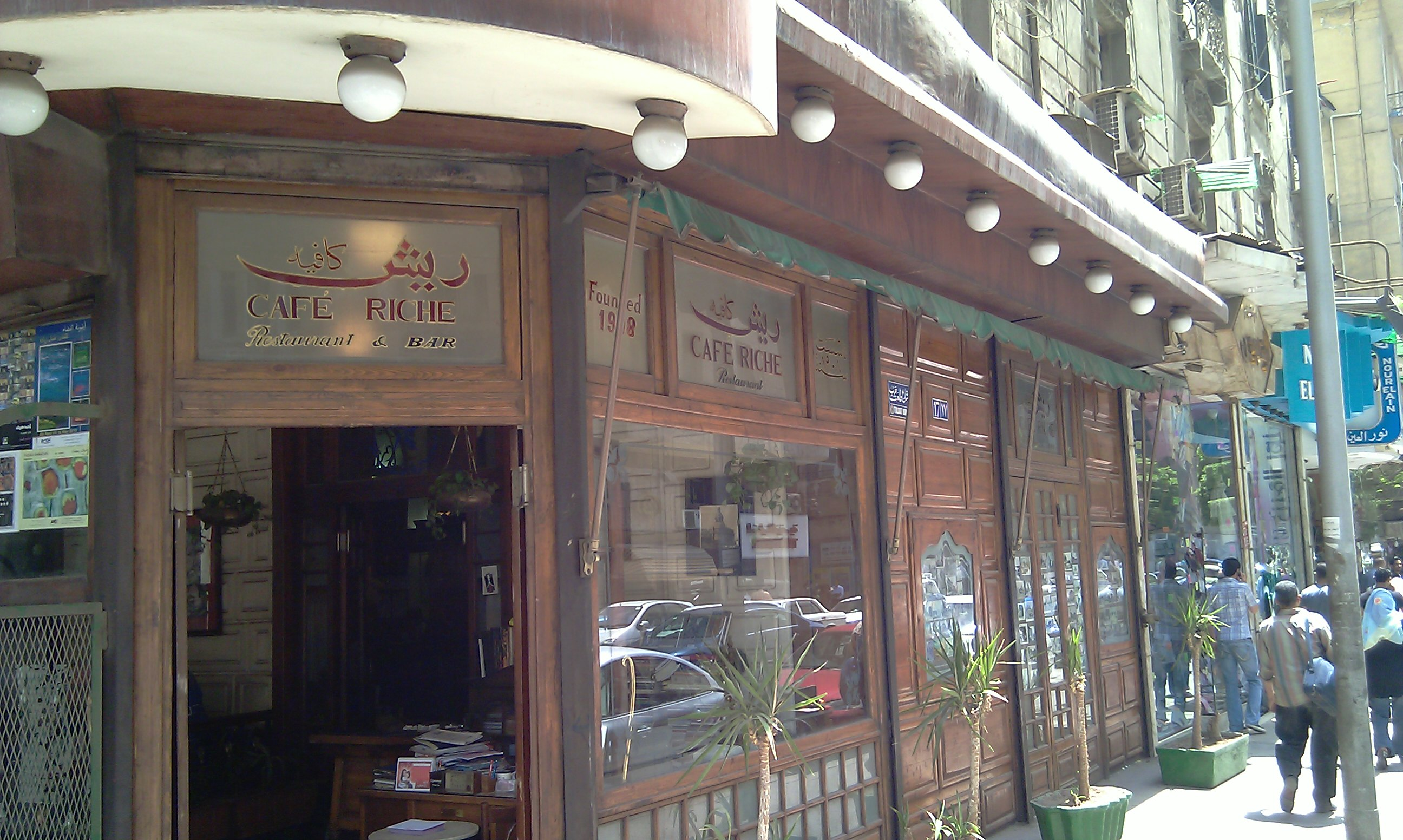
کافه ریش در خیابان طلعت حرب، یکی از کافه‌های قدیمی قاهره است.

خیابان طلعت حرب (به عربی: شارع طلعت حرب)، خیابانی تاریخی در مرکز شهر قاهره است. خیابان طلعت حرب، میدان طلعت حرب را به میدان تحریر متصل می‌کند.

## نام‌گذاری
تا پیش از سقوط خاندان محمد علی در مصر، خیابان را به افتخار ژنرال سلیمان پاشا، فرمانده نیروی دریایی مصر در دوره محمدعلی پاشا، به نام «خیابان سلیمان پاشا» نام‌گذاری کرده بودند. با روی کار آمدن جمال عبدالناصر در ۱۹۵۴، برای زدودن نام چهره‌هایی وابسته به خاندان محمد علی از اماکن عمومی، نام خیابان به «خیابان طلعت حرب» تغییر داده شد.
طلعت حرب، کارآفرین ملی‌گرای مصری و مؤسس بانک مصر بود.